# Mariel (Cuba)

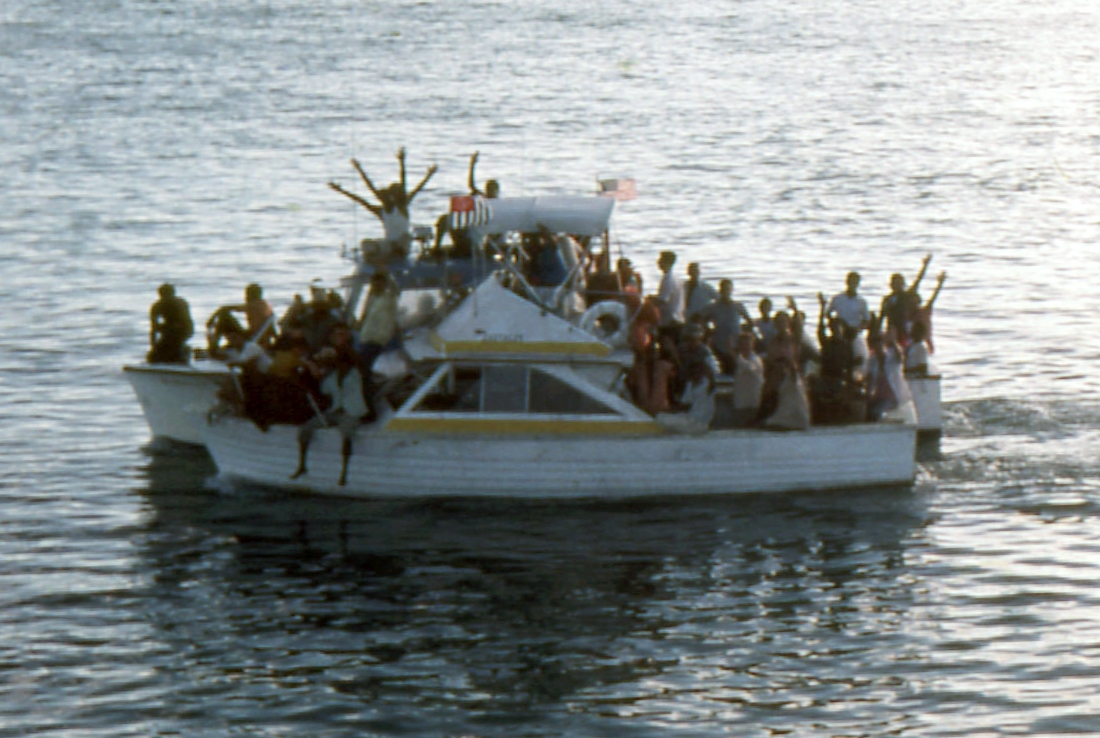
Twee boten met Cubaanse vluchtelingen in 1980

Mariel is een gemeente in de Cubaanse provincie Artemisa. Het heeft een oppervlakte van 269 km² en telde 45.016 inwoners in 2017. Sinds 2014 is er een containerterminal en hier is de eerste Speciale Economische Zone van Cuba in ontwikkeling.

## Geschiedenis
Mariel is lange tijd een kleine havenplaats geweest. In 1804 werd de eerste kerk gebouwd in de plaats. Omstreeks 1824 kwam de kleine haven in gebruik. In 1962, tijdens de Cubacrisis, werden hier raketten van Sovjet makelij uitgeladen.
Tussen april en oktober 1980 vertrokken ongeveer 1700 boten uit de haven van Mariel naar de Amerikaanse kust. Tijdens de Mariel-exodus verlieten meer dan 100.000 mensen Cuba.

## Ligging
De stad ligt aan de zuidoostkant van de Marielbaai. Andere dorpen in de gemeente Mariel zijn: La Boca, Henequen, Mojica, Quiebra Hacha en Cabañas.

## Haven
Door de bouw van grotere containerschepen met een grotere diepgang werd de haven van Havana te ondiep. De Havanatunnel die onder het toegangskanaal naar de haven ligt, blokkeert schepen met een grotere diepgang dan 9,5 meter. Mariel ligt op zo’n 45 kilometer ten westen van Havana.
In 2009 werd een overeenkomst bereikt tussen de regeringen van Brazilië en Cuba. Het Braziliaanse bouwbedrijf Odebrecht kreeg de opdracht een nieuwe haven met een grote containerterminal aan te leggen. Brazilië was bereid een deel van de financiering van het project voor zijn rekening te nemen. De haven is uitgebaggerd tot 18 meter, waardoor de grootste containerschepen kunnen af- en aanmeren bij de terminal. De jaarlijkse capaciteit ligt tussen de 850.000 en 1 miljoen containers, tegen 350.000 in Havana.
Begin juni 2011 werd bekend dat PSA International de terminal gaat beheren. De nieuwe terminal, met verbeterde snelweg-, spoor- en communicatie-infrastructuur, is op 27 januari 2014 officieel in gebruik genomen. De terminal is een onderdeel van een groter project en er wordt nog gewerkt aan een speciale economische zone. Tot de oplevering van de terminal was in totaal US$ 947 miljoen uitgegeven, waarvan Brazilië US$ 682 miljoen heeft geleend en de rest is afkomstig uit Cuba.
In 2017 werden er 335.000 TEU overgeslagen, dat was een stijging van 2% ten opzichte van 2016. In 2018 werden baggerwerkzaamheden afgerond waardoor de terminal geschikt is voor Neopanamaxschepen met een lengte tot 366 meter.

## Trivia
- Mariel Hemingway is vernoemd naar deze stad.